# Floral Park (Nowy Jork)
Floral Park – wieś w Stanach Zjednoczonych, w stanie Nowy Jork, w hrabstwie Nassau.